# قائمة أنواع الكدسورة
يوجد عدة أنواع من جنس الكدسورة:  
- كدسورة سنانية (الاسم العلمي: Kadsura lanceolata)
- كدسورة قرمزية (الاسم العلمي: Kadsura coccinea)
- كدسورة زغباء (الاسم العلمي: Kadsura pubescens)
- كدسورة متعرشة (الاسم العلمي: Kadsura scandens)
- كدسورة قرمزية (الاسم العلمي: Kadsura coccinea)
- كدسورة شاذة (الاسم العلمي: Kadsura heteroclita)
- كدسورة متشابكة (الاسم العلمي: Kadsura induta)
- كدسورة يابانية (الاسم العلمي: Kadsura japonica)
- كدسورة فليبينية (الاسم العلمي: Kadsura philippinensis)
- كدسورة مرمرية (الاسم العلمي: Kadsura marmorata)
- كدسورة ثؤلولية (الاسم العلمي: Kadsura verrucosa)
- كدسورة بيضاوية الأوراق (الاسم العلمي: Kadsura oblongifolia)
- كدسورة ضيقة الأوراق (الاسم العلمي: Kadsura angustifolia)
- كدسورة سنانية الهامش (الاسم العلمي: Kadsura lancilimba)
- كدسورة معنقة طويلة (الاسم العلمي: Kadsura longipedunculata)
- كدسورة رانشانجيانية (الاسم العلمي: Kadsura renchangiana)
- كدسورة بلانكوي (الاسم العلمي: Kadsura blancoi)
- كدسورة أكسميثي (الاسم العلمي: Kadsura acsmithii)
- كدسورة رانشانجيانية (الاسم العلمي: Kadsura renchangiana)
- كدسورة بلانكوي (الاسم العلمي: Kadsura blancoi)
- كدسورة بورنينية (الاسم العلمي: Kadsura borneensis)
- كدسورة سولاوسية (الاسم العلمي: Kadsura celebica)